# FC Concordia Wilhelmsruh
Maillots
Le FC Concordia Wilhelmsruh est un club allemand de football localisé à Berlin.

## Histoire

### Berliner FC Concordia 1895
Le club trouve son origine dans la fondation, le 29 juin 1895, du Berliner Fussball Club Concordia 1895.
En 1900, le BFC Concordia 95 fut un des fondateurs de la DFB.
Au début du XXe siècle, le club oscilla entre les deux plus hauts niveaux du football berlinois. Son premier succès fut un titre de champion au niveau 2 en 1901. Le premier terrain était situé dans la Lindauer Straße.
Le club joua dans la plus haute division berlinoise en 1911.
En 1924, le club fusionna avec un cercle aujourd’hui inconnu et forma le Ballspielclub Concordia Wilhelmsruh 1895 .
À la fin de la Seconde Guerre mondiale, le club fut dissous par les Alliés (comme toutes les associations allemandes). 
Le club fut reconstitué dès 1945 sous l’appellation SG Wilhelmsruh et joua en Amateurliga (équivalent D2). Lors de la saison 1947-1948, le cercle fut rebaptisé FC Concordia Wilhelmsruh et joua encore deux saisons en Amateurliga.

### Reconstitution – SG Wilhelmsruh
Localisé dans la orientale de Berlin, le club se retrouva donc en RDA en 1949 et fut rebaptisé SG Concordia Wilhelmsruh. Le club jouait à Berlin-Rosenthal. 
Après une saison dans la DDR-Liga en 1950 (équivalent D2), il fut relégué jusqu’en Bezirksliga Ost-Berlin (niveau 3 est-allemand) jusqu’au milieu des années 1950, avant de reculer plus encore dans la hiérarchie.
Le Concordia s’enlisa dans l’anonymat, comme le SG Hohenschönhausen, le SG Köpenick ou le SG Nordring et tous les clubs de l’Est berlinois, qui n’étaient pas ceux se trouvant dans les bonnes grâces des autorités communistes. Celles-ci n’avaient d’yeux que pour les Betriebssportgemeinschaften officielles, qui peut sa traduire par sociétés sportives corporatives. L’Etat est-allemand ne soutint que deux catégories de clubs: ceux auxquels furent donner le nom d’usines, de fabriques ou de secteurs activités, et ceux représentant les organes du pouvoir (police, armée, ministères,…).
En 1992, le club prit le nom de FC Concordia Wilhelmsurh qui poursuivit l’héritage du BFC Concordia 1895 et du SG Concordia Wilhelmsruh. De nos jours, le club aligne 18 équipes dans les différentes catégories.

## Sources et Liens externes
- Website officiel du FC Concordia Wilhelmsruh